# Drouvin-le-Marais

Drouvin-le-Marais este o comună în departamentul Pas-de-Calais, Franța. În 1 ianuarie 2022 avea o populație de 610 de locuitori.